# Hadston
Hadston – wieś w Anglii, w hrabstwie Northumberland, w civil parish East Chevington. Leży 35 km na północ od miasta Newcastle upon Tyne i 431 km na północ od Londynu. W 1951 roku civil parish liczyła 196 mieszkańców.